# Pontoglio
Pontoglio (Brücke über den Oglio) ist eine norditalienische Gemeinde (comune) mit 6999 Einwohnern (Stand 31. Dezember 2023) in der Provinz Brescia in der Lombardei. Die Gemeinde liegt etwa 29 Kilometer westnordwestlich von Brescia und etwa 19,5 Kilometer südöstlich von Bergamo am Oglio. Pontoglio grenzt unmittelbar an die Provinz Bergamo. Der Ort liegt am Parco dell’Oglio Nord in Brescianer Tiefebene.

## Geschichte
Im 12. Jahrhundert wurde der Ort auf Grund der Schlachten von Palosco und von Malamorte bekannt. 1575 und 1576 ging der Ort beinahe an der Pest zugrunde.

## Verkehr
Pontoglio wird von der früheren Strada Statale 469 Sebbina Occidentale  (aus Lovere kommend und nach Urago d’Oglio führend), die heute zur Provinzstraße herabgestuft wird, durchquert.